# پیتر اونیل
پیتر اونیل (انگلیسی: Peter O'Neill؛ زادهٔ ۱۳ فوریهٔ ۱۹۶۵) سیاست‌مدار و نخست‌وزیر پاپوآ گینه نو است. او که رهبر کنگره ملی خلق است در تاریخ ۴ اوت ۲۰۱۲ به عنوان هفتمین نخست‌وزیر پاپوآ گینه نو سوگند یاد کرد.